# Alberto Franchetti
Alberto Franchetti (Torino, 18 settembre 1860 – Viareggio, 4 agosto 1942) è stato un compositore italiano appartenente alla scuola verista; fu esponente anche della cosiddetta Giovane Scuola.

## Biografia
Nacque da Raimondo Franchetti e Luisa Sara Rothschild in una famiglia ebrea sefardita che aveva ottenuto il titolo di barone (concesso ad Abramo Franchetti nel 1858 da Vittorio Emanuele II). Nel 1888 sposò Margherita  Levi (i due divorziarono nel 1897) dalla quale ebbe Raimondo, celebre esploratore.
Studiò a Venezia, a Dresda (con Felix Draeseke) ed al conservatorio di Monaco di Baviera sotto la guida di Josef Rheinberger.
Nel 1886 si affermò con una Sinfonia, conservando nella sua vasta produzione l'impronta musicale della cultura tedesca, la corrente di rinnovamento avviata in Italia. L'esplosione del movimento verista e delle vicende storiche nelle quali si svolsero gli ultimi anni della sua vita contribuirono a farlo diventare un musicista appartato, sopravvissuto ai riconoscimenti tributatigli particolarmente nello scorcio dell'800.
Dotato di sicura tecnica orchestrale, appresa alla scuola germanica, Franchetti cercò di conciliare l'eloquenza melodica del melodramma italiano con le grandi sonorità e gli effetti spettacolari tipici dell'opera tedesca, sul modello di Meyerbeer e Wagner. Di conseguenza le sue opere liriche sono caratterizzate dalla magniloquenza della forma e dall'enfasi lirica, che però non impediscono un moderato realismo d'accenti, per cui poté essere associato al verismo della giovane scuola italiana.
Franchetti compose Don Bonaparte, sua ultima opera, tra il 1939 e il 1941. Il testo dell'opera era di Giovacchino Forzano, che già aveva scritto una pièce teatrale sull'argomento. L'opera è però rimasta a livello di manoscritto perché non fu mai eseguita. 
Dopo aver composto molte opere nel periodo 1888-1924, verso la fine degli anni Venti si ritirò a vita privata e morì pressoché dimenticato a Viareggio, dove fu sepolto nel locale cimitero ebraico.

## Opere

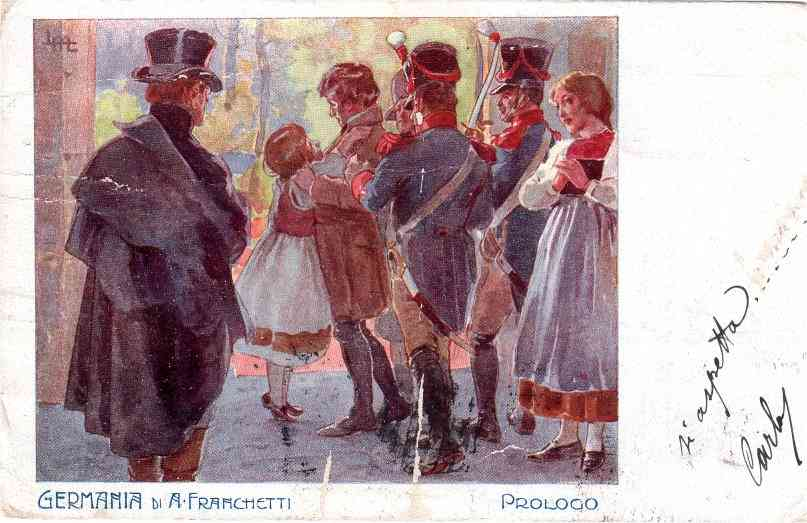
Cartolina invito dell'opera Germania (1902).

- Asrael, leggenda in 4 atti su libretto di Ferdinando Fontana (prima rappresentazione al Teatro Municipale di Reggio Emilia l'11 febbraio 1888).
- Cristoforo Colombo, dramma lirico in 4 atti su libretto di Luigi Illica (prima rappresentazione al Teatro Carlo Felice di Genova il 6 ottobre 1892). Ripresa dal Metropolitan di New York nel 1992 in occasione del cinquecentenario della scoperta dell'America.
- Fior d'Alpe, opera in 3 atti, libretto di Leo di Castelnuovo (pseud. di Leopoldo Pullè) (prima rappresentazione al Teatro alla Scala di Milano il 5 marzo 1894).
- Il signor di Pourceaugnac, opera comica su libretto di Ferdinando Fontana (da Molière) (prima rappresentazione al Teatro alla Scala di Milano, 10 aprile 1897).
- Germania, su libretto di Luigi Illica (prima rappresentazione al Teatro alla Scala il 17 marzo 1902). Per qualche tempo l'opera entrò nel repertorio di Enrico Caruso.
- La figlia di Iorio, tragedia pastorale in 3 atti su libretto di Gabriele D'Annunzio (prima rappresentazione al Teatro alla Scala il 19 marzo 1906).
- Notte di leggenda, tragedia lirica in un atto su libretto di Giovacchino Forzano (prima rappresentazione al Teatro alla Scala il 14 gennaio 1915).
- Giove a Pompei, commedia musicale in 3 atti in collaborazione con Umberto Giordano, libretto di Luigi Illica e Ettore Romagnoli, prima rappresentazione al Teatro Parioli di Roma il 5 luglio 1921).
- Glauco, opera in 3 atti su libretto di Giovacchino Forzano ed Ercole Luigi Morselli (prima rappresentazione al Teatro San Carlo di Napoli l'8 aprile 1922).
- Don Buonaparte, opera comica in 3 atti su parole di Giovacchino Forzano (libretto non esistente)

Opere incompiute:

Zoroastro (libretto di Fontana, 1890 ca). Il finto paggio (libretto di Forzano, 1924). Il gonfaloniere (libretto di Forzano, 1927). 
Franchetti deteneva inizialmente i diritti su La Tosca, ma li cedette a Giacomo Puccini.

## Filmografia
- Il re d'Inghilterra non paga, regia di Giovacchino Forzano (1941), musiche.